# 野田市駅

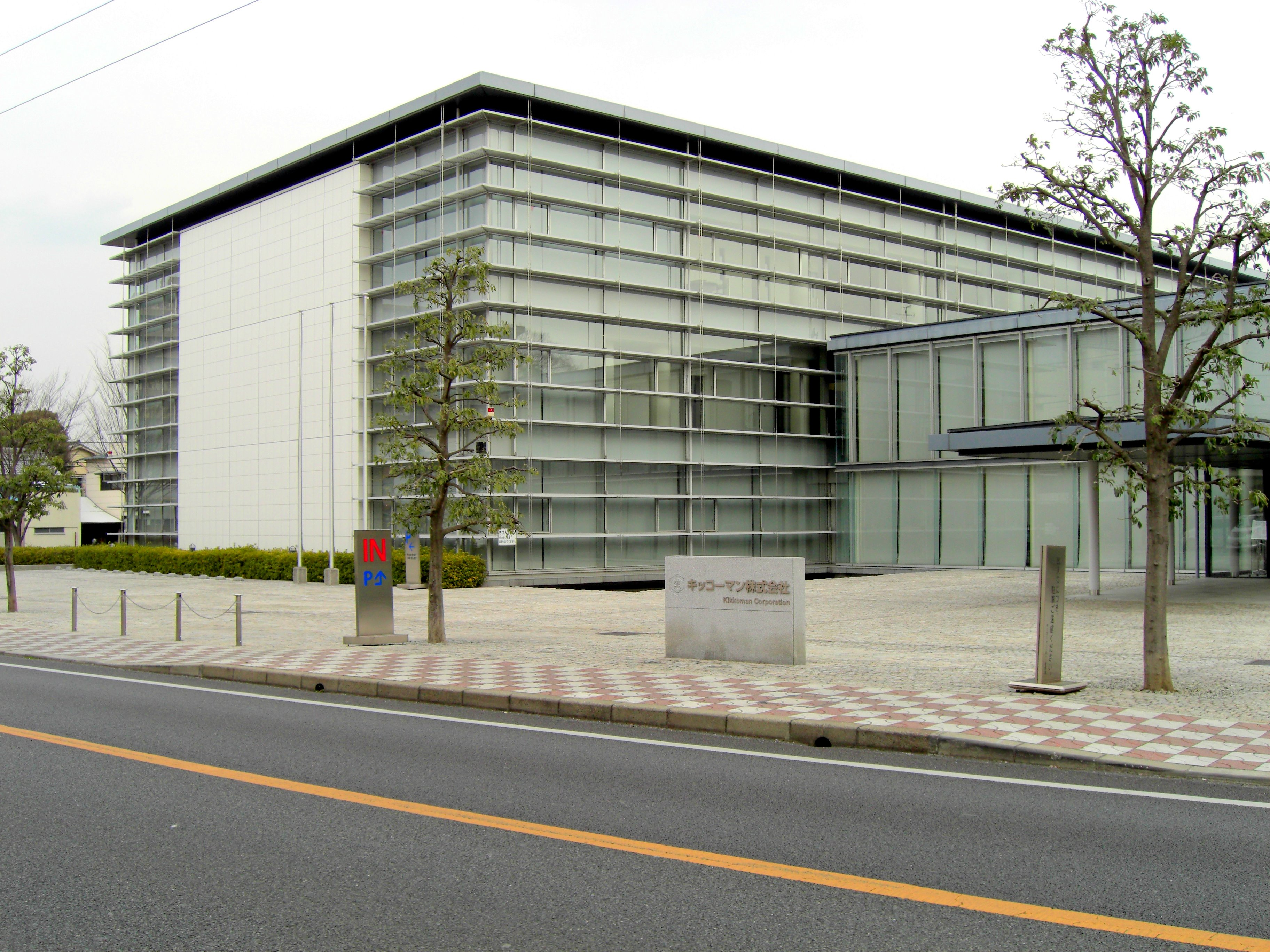
キッコーマン野田本社

野田市駅（のだしえき）は、千葉県野田市野田にある、東武鉄道野田線（東武アーバンパークライン）の駅である。駅番号はTD 17。

## 歴史
- 1911年（明治44年）5月9日：千葉県営鉄道野田線開通時に野田町駅（のだまちえき）として開設[1]。
- 1913年（大正2年）6月18日：野田人車鉄道が当駅まで延伸。
- 1923年（大正12年）8月1日：千葉県営鉄道を北総鉄道に譲渡（現在の北総鉄道とは無関係）[2][3]。
- 1925年（大正14年）9月1日：野田人車鉄道廃止。
- 1929年（昭和4年）
  - 9月1日：野田線当駅 - 清水公園駅間延伸、旅客業務を現在地へ移転。旧駅は貨物駅となる。また旧駅舎は川間駅へ転用された[4]。
  - 11月22日：北総鉄道が総武鉄道へ社名変更。総武鉄道時代は当駅駅舎に本社があった。
- 1944年（昭和19年）3月1日：陸上交通事業調整法に基づき、総武鉄道が東武鉄道へ吸収合併、同社野田線の駅となる。
- 1950年（昭和25年）5月3日：同日野田町・旭村・梅郷村・七福村が合併、市制施行に伴い野田市駅へ改称。（実施日）[5]。
- 1985年（昭和60年）3月1日：旧駅（貨物取扱）廃止。
- 2008年（平成20年）度：高架化工事に着手[6]。
- 2012年（平成24年）9月30日：定期券・回数券売り場営業終了。
- 2014年（平成26年）9月27日：梅郷方の線路を東側の仮線への移設接続完了。
- 2014年（平成26年）9月28日：高架化工事進捗に伴い、単式ホーム1番線（旧上り本線）使用停止。島式ホーム2番線が大宮方面（旧下り本線→上り本線）、3番線が柏方面（旧下り副1番→下り本線）へ発着ホームを変更[7]。1面2線での営業となる。
- 2018年（平成30年）1月19日：仮駅舎使用開始[8]。
- 2021年（令和3年）3月28日：高架駅化[9][10]。引続き島式ホーム1面2線での営業。
- 2024年（令和6年）
  - 2月11日：発車メロディを野田市出身のシンガーソングライター、ナオト・インティライミが作曲した「The Day」に変更[11]。
  - 3月3日：新駅舎・新ホーム使用開始（2面4線化）[12]。仮設駅舎は閉鎖。
- 2026年（令和8年）度：連続立体交差事業完了（予定）[13][注釈 1]。

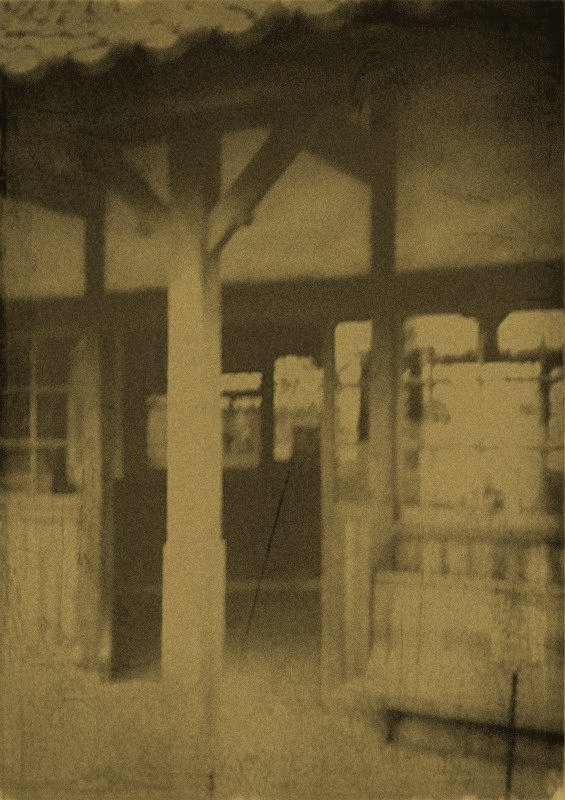
旧野田町駅の初代駅舎（1920年代）
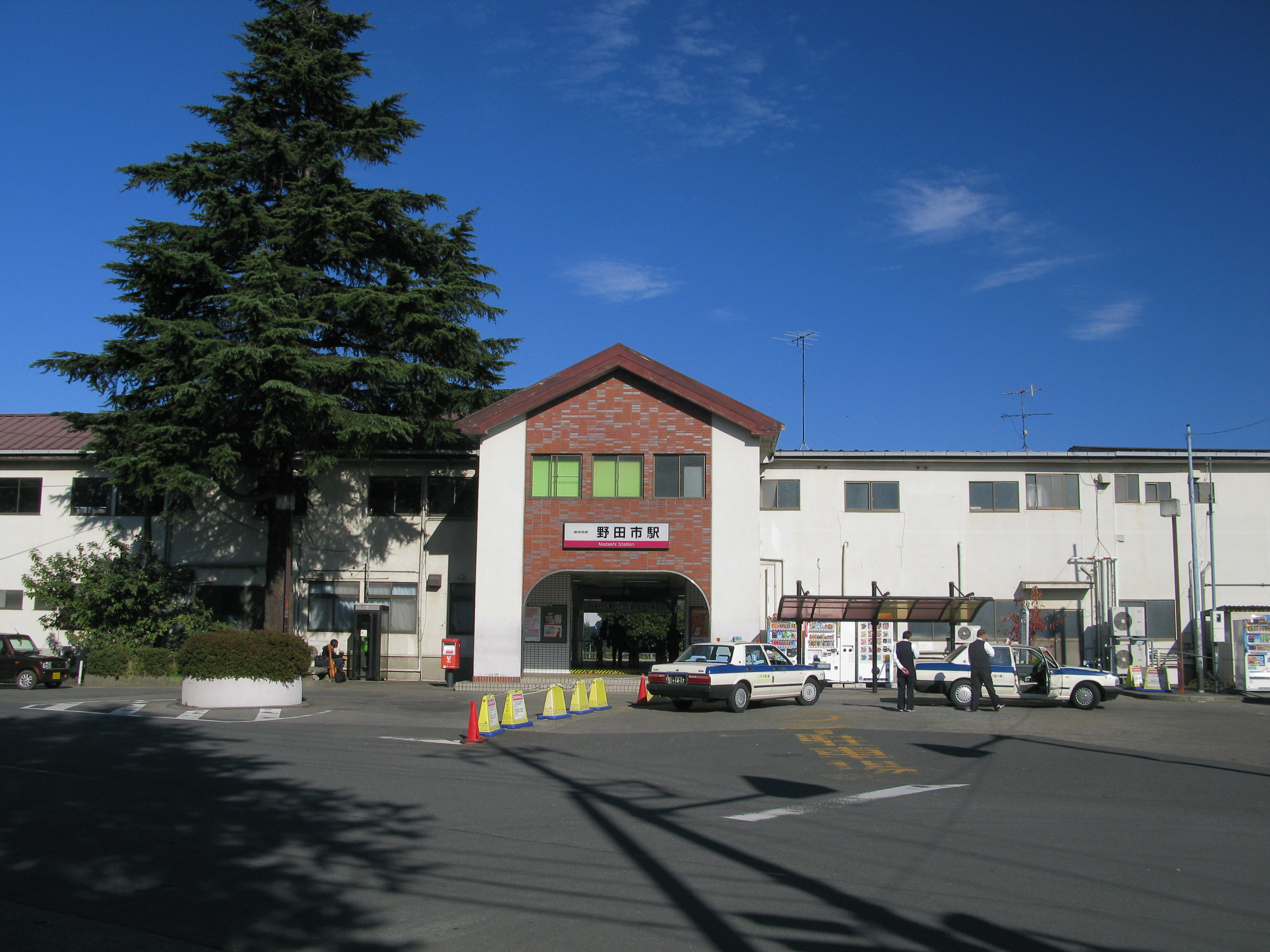
着工前の旧駅舎（2011年12月）
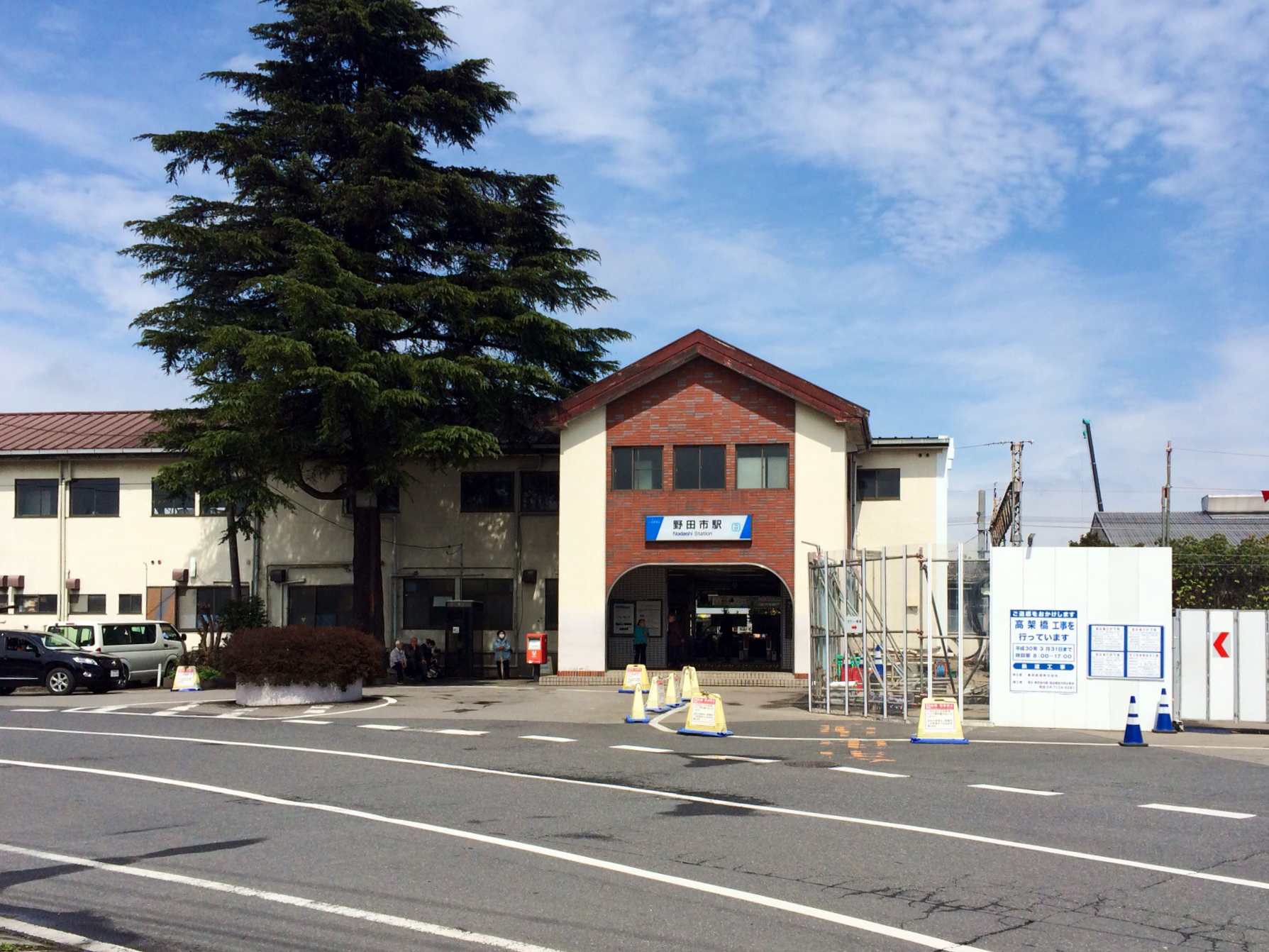
着工後の旧駅舎（2016年4月）
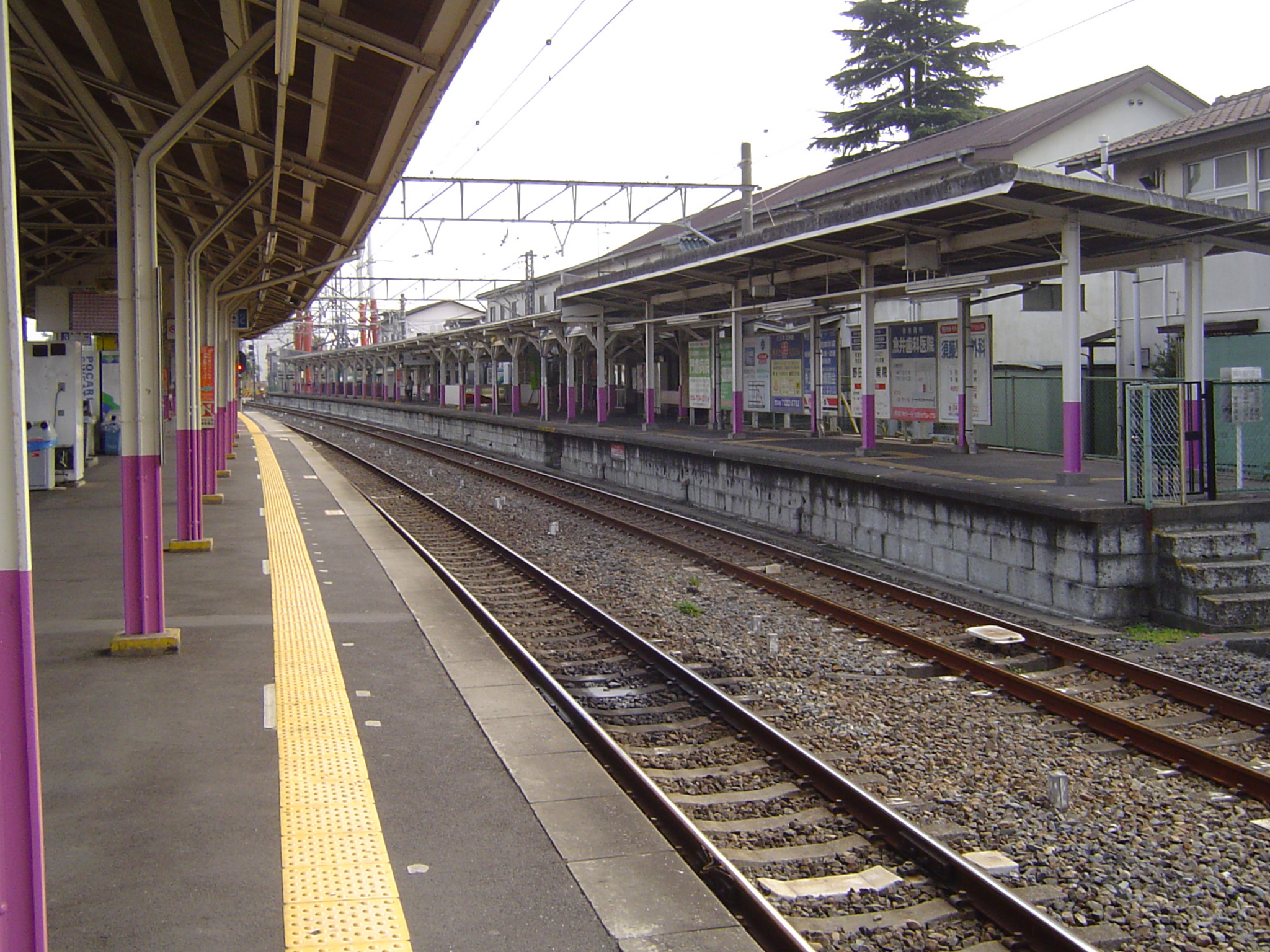
2・3番線ホームから旧1番線ホームを望む（2006年10月）
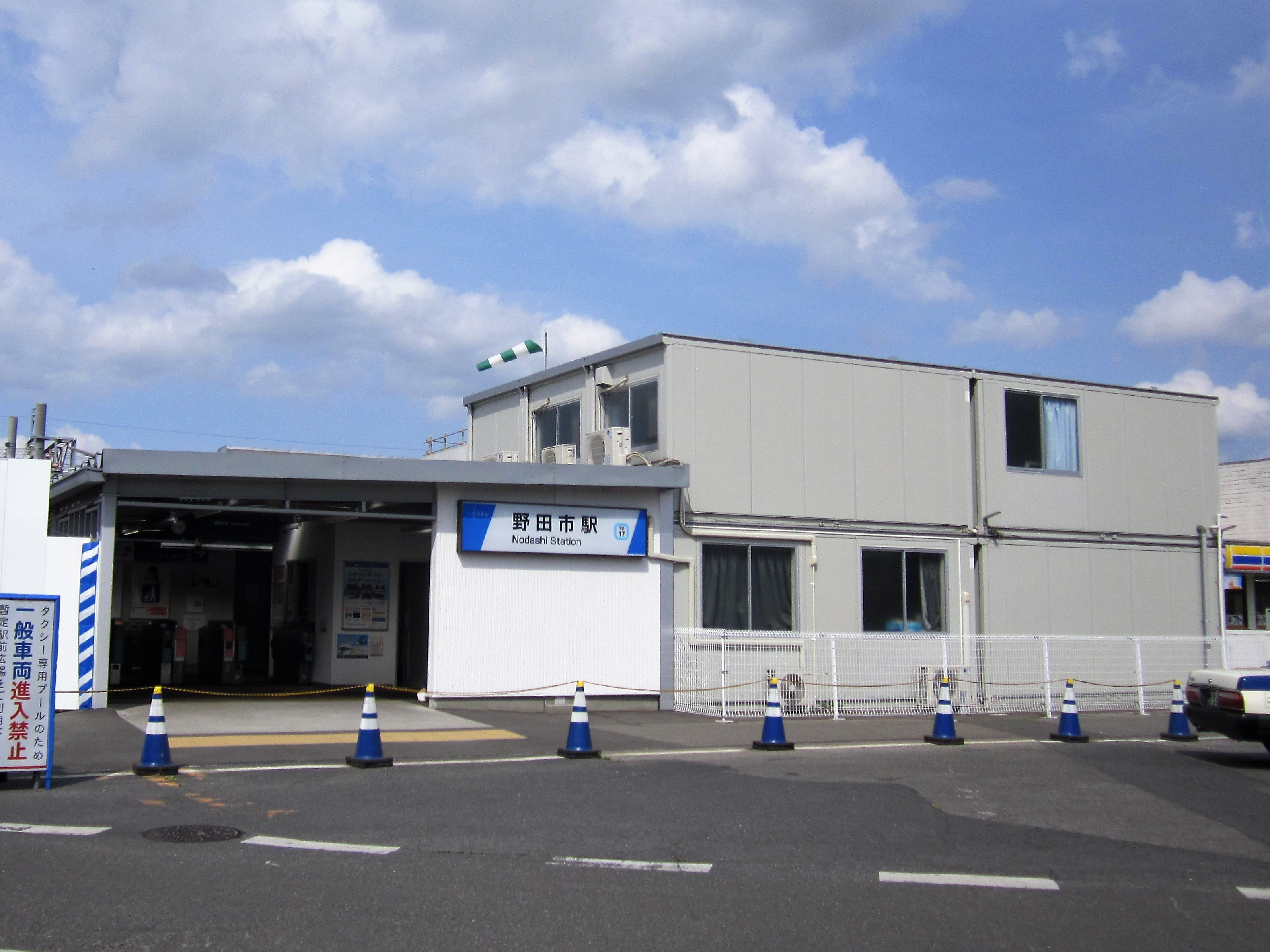
仮設駅舎（2019年5月）

### 駅名の由来

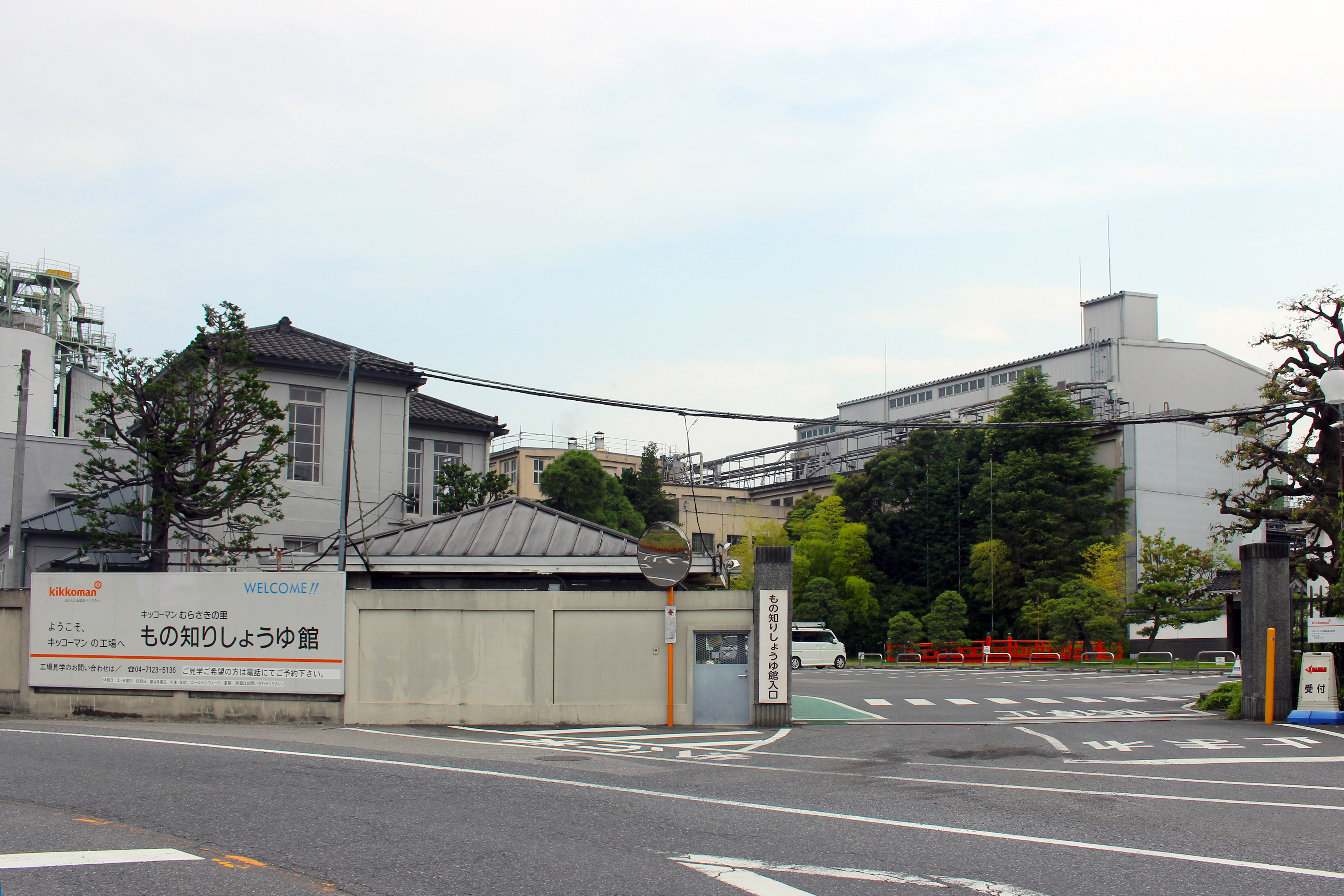
もの知りしょうゆ館

開業時の地名（千葉県東葛飾郡野田町野田）が由来だが、県内には、既に帝国鉄道庁房総線（現・東日本旅客鉄道（JR東日本）外房線）野田駅（現・誉田駅。千葉県千葉郡誉田村野田に由来）が設けられていたことから「野田町駅」となった。1950年に野田町・旭村・梅郷村・七福村が合併し野田市が発足したのと同時に「野田市駅」に改称された。 
なお、2017年（平成29年）1月より当駅に副駅名が導入され、キッコーマンのロゴと「キッコーマンもの知りしょうゆ館前」が駅名標に記入された。2019年（令和元年）9月の同館一時休館時に「キッコーマン野田本社前」に変更されたが、2022年（令和4年）3月に副駅名自体が一旦廃止された。その後、キッコーマンもの知りしょうゆ館再開館に併せて2023年（令和5年）5月に副駅名が再導入され、キッコーマンのロゴと「もの知りしょうゆ館前」の副駅名が約1年2か月振りに駅名標に記入された。なお、いずれも副駅名の車内アナウンス、路線図等への記載は行われていない。

## 駅構造
島式ホーム2面4線を有する高架駅。ホームと改札階間を連絡するエレベーター・エスカレーターを備える。
かつては駅舎に接する単式ホーム1面1線と島式ホーム1面2線の計2面3線を有していたが、高架化工事に伴い上述の通り2014年（平成26年）9月28日より島式ホーム1面2線のみとなった。駅舎は大宮方面の単式ホーム側にあり、島式ホームとは地下道で連絡していた。
2021年（令和3年）3月28日の高架化の際は島式ホーム1面2線で使用開始し、高架橋の2期施工が進められていた。2024年（令和6年）3月3日より新駅舎・新ホームが使用開始、2面4線（他に保守車両留置線が1線）となった。
駅に隣接するキッコーマンの醤油工場から貨物輸送が行われていた名残りから、駅構内面積は広い。また、旧駅舎（2代目）は木造2階建ての洋風駅舎で、東武野田線の前身である総武鉄道の本社が置かれていたため、学校風の大柄な建物となっていたが、高架化工事に伴い、2018年（平成30年）1月19日の仮駅舎移転後に解体された。
大宮方面行当駅始発列車が設定されている。一方、当駅終着列車は、運行区間延長による削減傾向を辿り、2014年（平成26年）5月9日で一度消滅した。その後、2017年（平成29年）4月21日より浅草発特急列車で当駅終着が設定されたものの、2020年（令和2年）6月5日より柏行に延長されて消滅した。2024年（令和6年）3月16日ダイヤ改正に伴い、大宮方面からの当駅終着列車が平日2本、土休日1本設定された。なお、輸送障害時を除き、当駅から柏・船橋方面を運行する列車で当駅始発・終着とする列車はない。
以前は野田車掌区が存在したため、車掌は当駅で交代していた。七光台電車乗務区・野田車掌区を七光台乗務管区に統合したことにより、2011年7月23日のダイヤ改正より車掌も七光台駅での交代に変更された。

### のりば

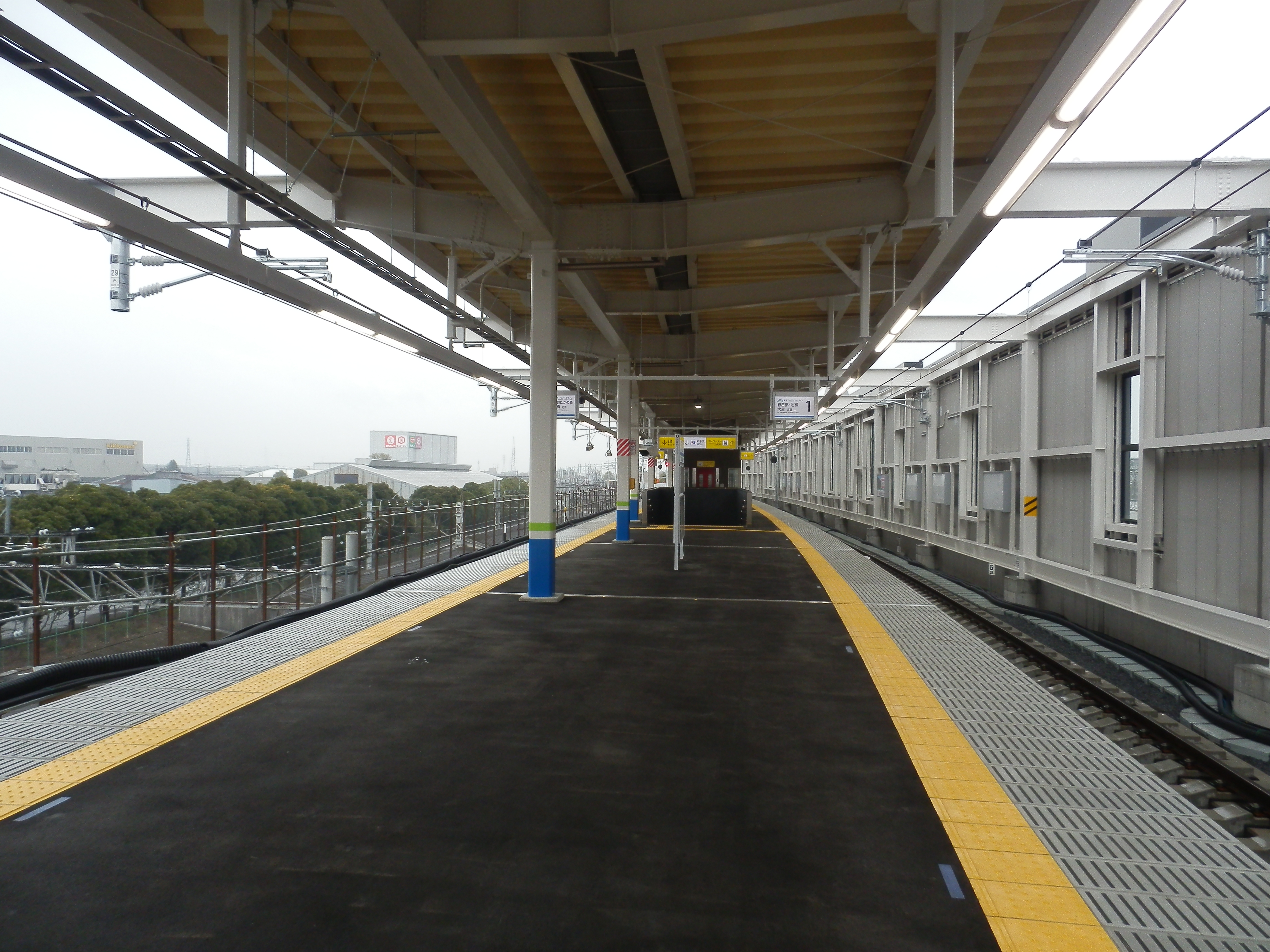
連続立体交差事業着工前の構造は、駅舎側の単式ホームは上り本線（旧1番線）、島式ホームは下り本線（旧2番線）と下り副1番（旧3番線）として使用していた。下り副1番のみ上下線双方に出発可能であった。
- 連続立体交差事業に伴い旧1番線を撤去し、旧2番線を上り本線、旧3番線を下り本線に切り替え、島式ホーム1面2線となり下り副1番は消滅した。存続する主本線は上下線双方に出発可能となった。
- 2021年（令和3年）に高架駅となり、島式ホーム1面2線（1・2番線）で運用し、上下線双方に出発可能であった。
- 2024年（令和6年）に新ホーム（3・4番線）の使用を開始。既存ホーム（1・2番線）は春日部・大宮方面ホーム、新ホームは柏・船橋方面ホームとなった[12]。

| 番線 | 路線                     | 方向 | 行先     |
| ---- | ------------------------ | ---- | -------- |
| 1・2 | 東武アーバンパークライン | 上り | 大宮方面 |
| 3・4 | 東武アーバンパークライン | 下り | 柏方面   |

- 高架ホーム（2021年3月）

### 発車メロディ
発車メロディは2024年（令和6年）2月11日から野田市出身のシンガーソングライター、ナオト・インティライミが同市の応援ソングとして作曲した「The Day」が使用されている。

## 利用状況
2024年度（令和6年度）の1日平均乗降人員は9,014人である。野田市の中心駅ではあるが、市内の駅では川間駅・梅郷駅・愛宕駅の方が多い。2019年度（令和元年度）までは愛宕駅を上回っていた。
近年の1日平均乗降・乗車人員の推移は以下の通り。
| 年度               | 1日平均 乗降人員 | 1日平均 乗車人員 | 出典       |
| ------------------ | ---------------- | ---------------- | ---------- |
| 2001年（平成13年） | 11,146           | 5,568            |            |
| 2002年（平成14年） | 10,930           | 5,460            |            |
| 2003年（平成15年） | 10,667           | 5,330            |            |
| 2004年（平成16年） | 10,344           | 5,160            |            |
| 2005年（平成17年） | 10,381           | 5,135            |            |
| 2006年（平成18年） | 10,281           | 5,041            |            |
| 2007年（平成19年） | 10,307           | 5,066            |            |
| 2008年（平成20年） | 10,231           | 5,036            |            |
| 2009年（平成21年） | 10,040           | 4,946            |            |
| 2010年（平成22年） | 9,964            | 4,917            |            |
| 2011年（平成23年） | 10,081           | 5,001            |            |
| 2012年（平成24年） | 10,420           | 5,175            |            |
| 2013年（平成25年） | 10,511           | 5,220            |            |
| 2014年（平成26年） | 10,361           | 5,151            |            |
| 2015年（平成27年） | 10,293           | 5,122            |            |
| 2016年（平成28年） | 10,211           | 5,108            |            |
| 2017年（平成29年） | 10,177           | 5,086            |            |
| 2018年（平成30年） | 10,099           | 5,045            |            |
| 2019年（令和元年） | 9,932            |                  |            |
| 2020年（令和 2年） | 7,392            |                  |            |
| 2021年（令和 3年） | 7,829            | 3,910            | [ 東武 3 ] |
| 2022年（令和 4年） | 8,461            | 4,230            | [ 東武 4 ] |
| 2023年（令和05年） | 8,708            | 4,350            | [ 東武 5 ] |
| 2024年（令和06年） | 9,014            | 4,498            | [ 東武 1 ] |

## 駅周辺
野田市中心市街地に近いが、駅前には工場や倉庫が立地する。なお、野田市役所最寄り駅は愛宕駅である。
駅東側には国道16号、西側には千葉県道5号松戸野田線、千葉県道17号結城野田線、千葉県道80号野田岩槻線、南側には千葉県道46号野田牛久線が走る。

### 東側
駅前にはキッコーマンの工場（製造第2部）などが立地し、愛宕駅方面に市役所をはじめ、警察署や消防署などの行政機関が集約している。

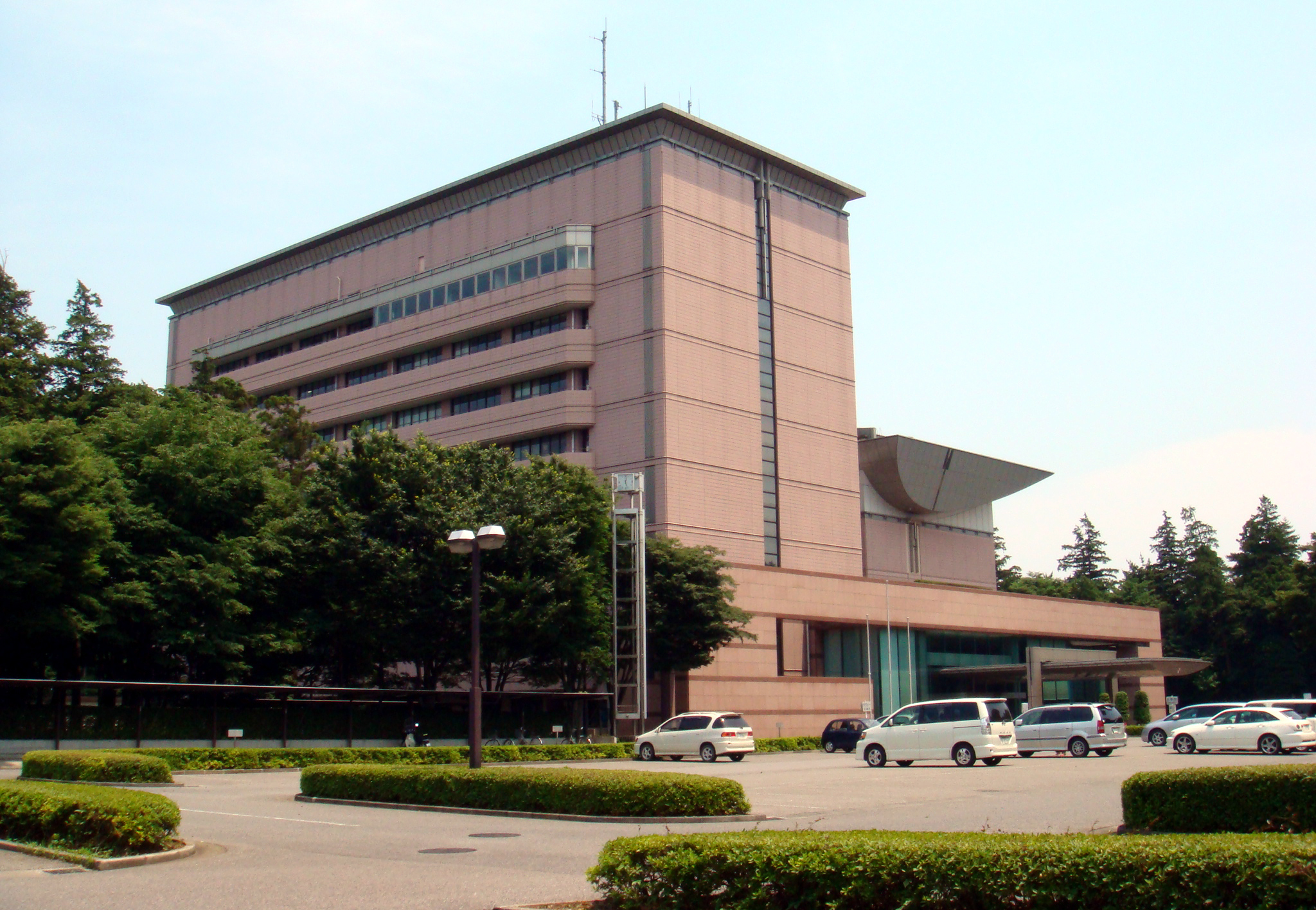
野田市役所（徒歩約20分、最寄駅は愛宕駅）
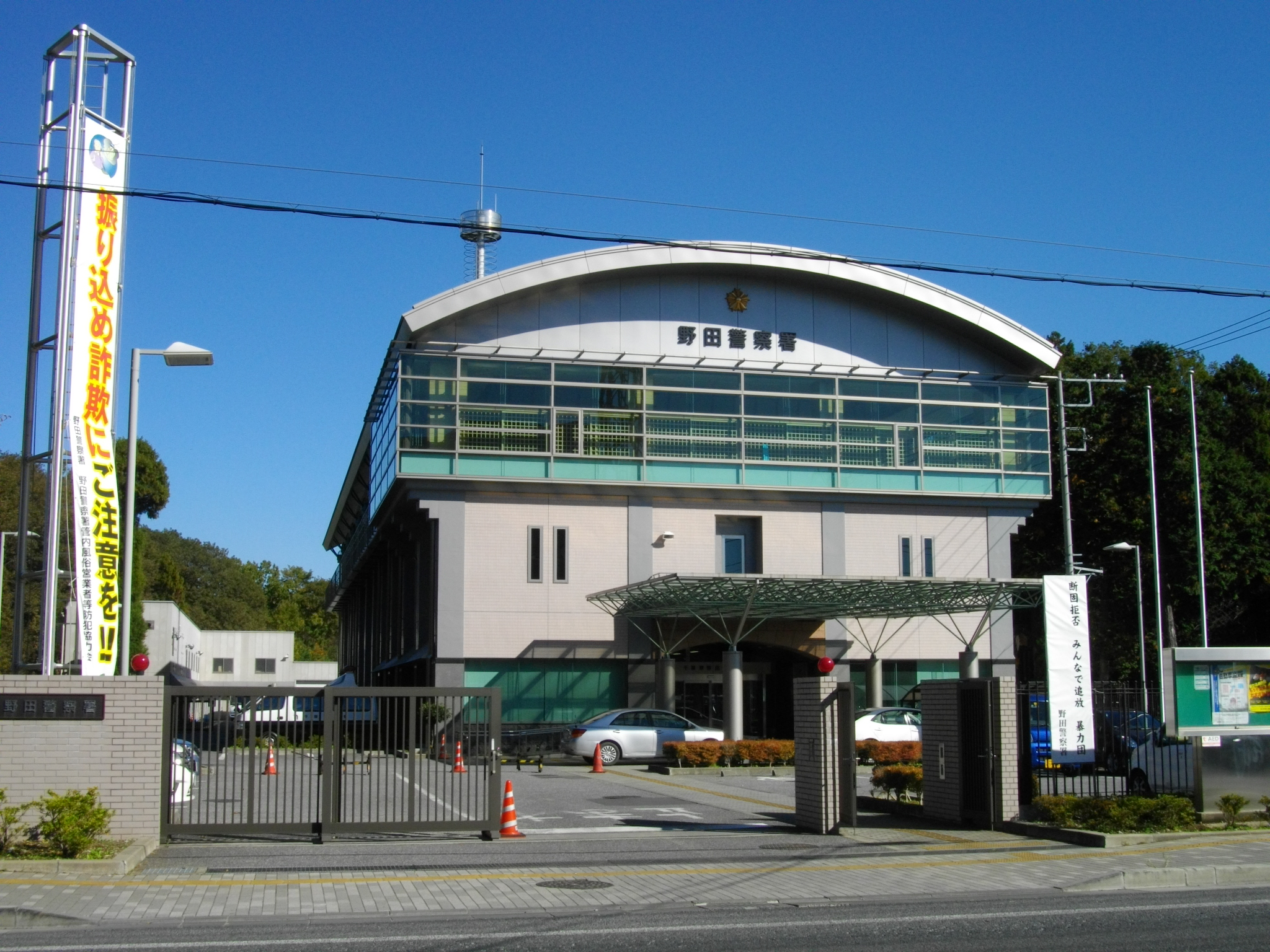
野田警察署
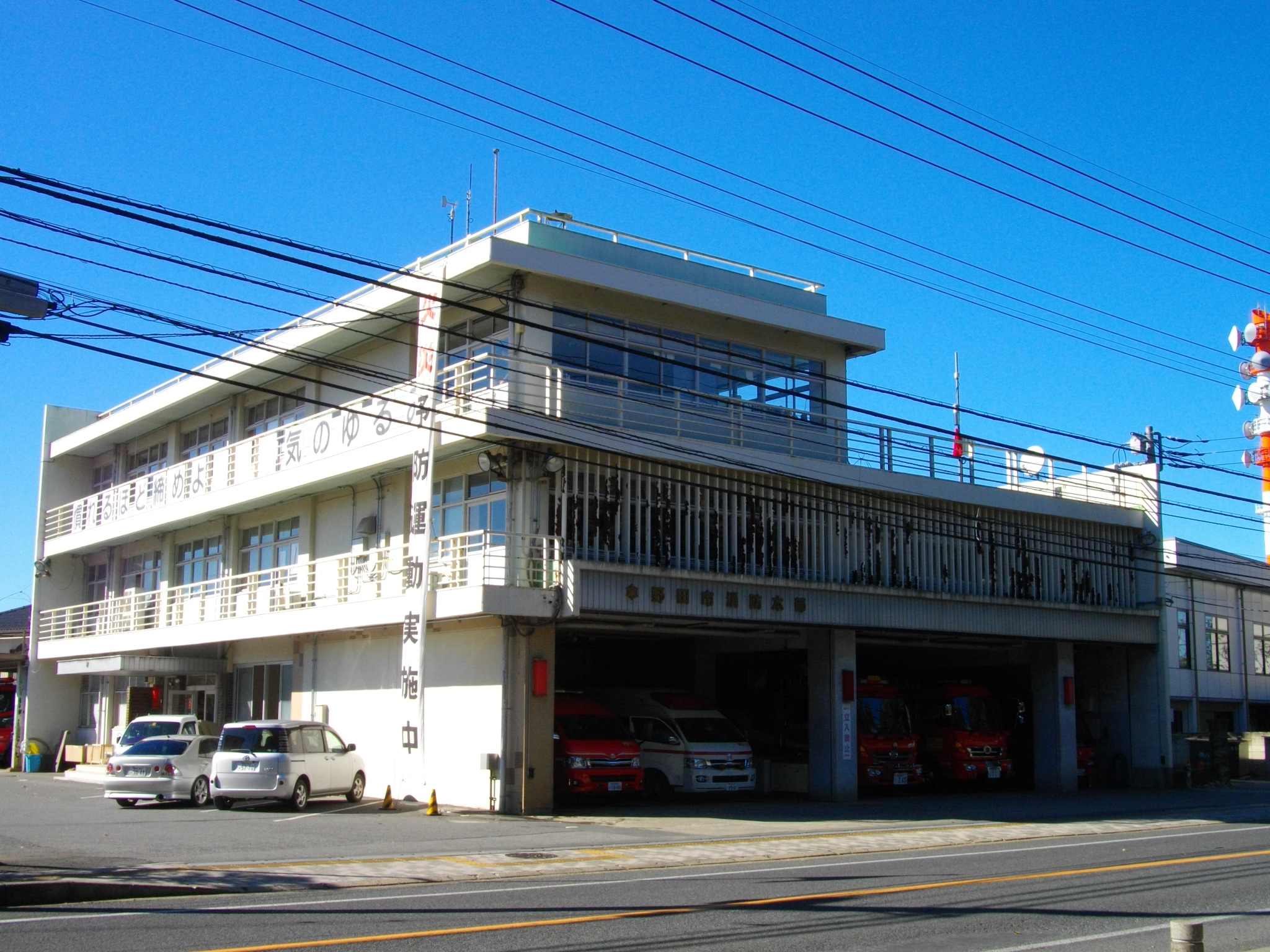
野田市消防本部
- 野田市水道部
- 野田市文化センター
  - 野田市文化会館
  - 野田市中央公民館
  - 野田市総合福祉会館
- 欅のホール
- 野田市立第一中学校
- 野田市立第二中学校
- 野田市立宮崎小学校
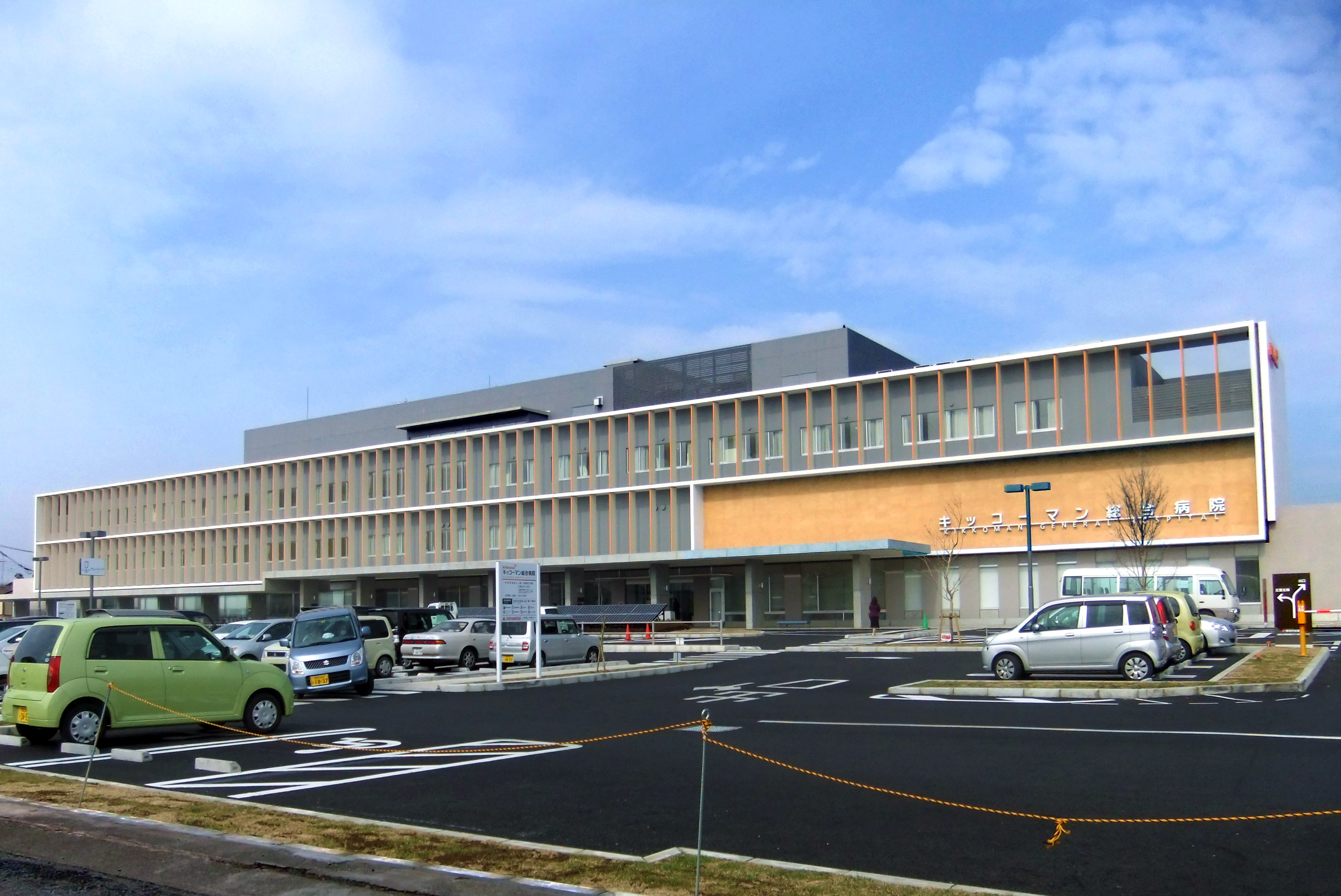
キッコーマン総合病院
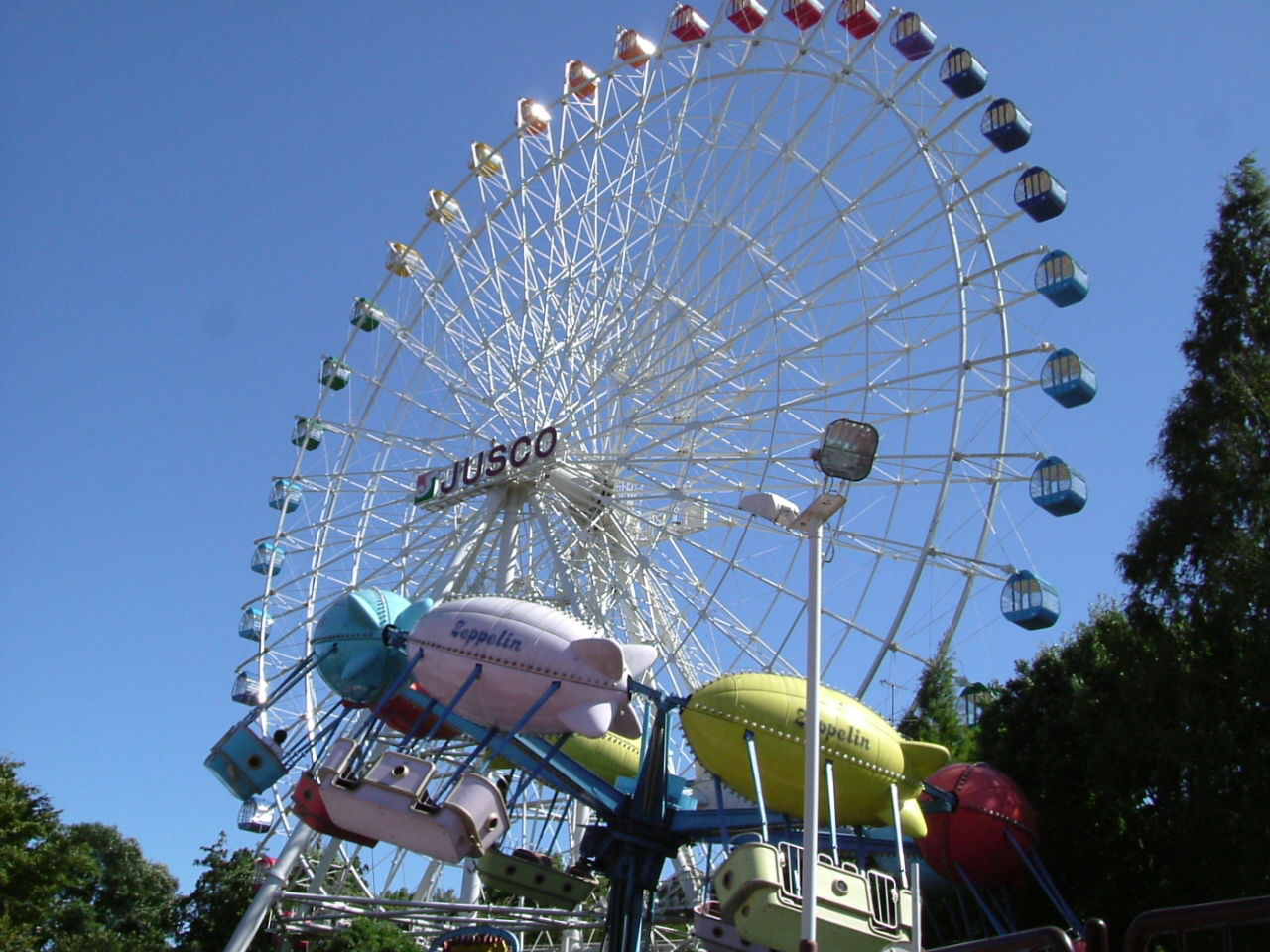
もりのゆうえんち

- 千葉県野田健康福祉センター
- 野田宮崎郵便局
- JAちば東葛 中根支店
- ショッピングセンターノア
  - イオン ノア店
  - イオンスペースシネマ野田
  - 新鮮一 ノア店
  - 野田イオン郵便局
  - もりのゆうえんち
- ビッグ・エー 野田中根店
- マツモトキヨシ 野田花井店
- トライウェル 野田店
- セキ薬品 野田宮崎店
- クリエイトSD 野田堤根店
- ヤマダアウトレット 野田店
- 建デポ 野田店
- トイザらス 野田店
- ユニクロ 野田店
- ケーヨーデイツー 野田店
- オークスメディアパーク 野田店プラスゲオ
- のだ温泉 ほのか

- 野田市役所
- 野田警察署
- 野田市消防本部
- キッコーマン総合病院
- もりのゆうえんち

### 西側
当駅からキノエネ醤油本社方面にかけて、経済産業省認定の近代化産業遺産「野田市の醸造関連遺産」が集約している。
- 野田市消防本部 野田市消防署中央分署
- 野田警察署 野田市駅前交番
- 野田警察署 野田橋警察官連絡所
- 仲町消防会館
- 野田市郷土博物館・市民会館（旧・茂木佐平治家住宅）
- 欅のホール
  - 野田市役所中央出張所
  - 野田市立興風図書館
  - 野田市生涯学習センター
  - 野田商工会議所
- 茂木本家美術館（MOMOA）
- 上花輪歴史館（髙梨兵左衛門邸）
- 野田鎌田学園高等専修学校
- あずさ第一高等学校
- 野田市立中央小学校
- 野田郵便局
- 野田本町通郵便局
- 京葉銀行 野田支店
- 千葉銀行 野田支店
- 千葉興業銀行 野田支店
- 東京ベイ信用金庫 野田支店
- 中央労働金庫 野田支店
- ウニクス野田
  - ヤオコー 野田つつみ野店
  - スギ薬局 野田つつみ野店
- コモディイイダ 野田店
- パルシステム生活協同組合連合会 千葉のだ中根店
- マミーマート 野田山崎店
- わくわく広場 野田店
- ジェーソン 野田店
- ビッグ・エー 野田山崎店
- 業務スーパー 野田店
- ミコストア 野田店
- スギ薬局 野田下町店
- コナカ 野田店
- キッコーマン野田本社・野田工場
  - キッコーマンもの知りしょうゆ館
  - キッコーマン国際食文化研究センター
- 総武物流本社
- 櫻木神社
- 近代化産業遺産「野田市の醸造関連遺産」
  - 旧野田商誘銀行
  - 興風会館
  - 春風館道場
  - 煉瓦蔵・御用蔵（亀甲萬御用醤油醸造所）
  - キッコーマン第一給水所
  - キッコーマンの製造管理部事務所
  - 茂木本家前景観（現・茂木本家美術館）
  - 髙梨兵左衛門邸・髙梨氏庭園（現在の上花輪歴史館）
  - 旧茂木小学校三年館・七年館（現・野田市立中央小学校）
  - 旧茂木佐平治邸（現・野田市市民会館）

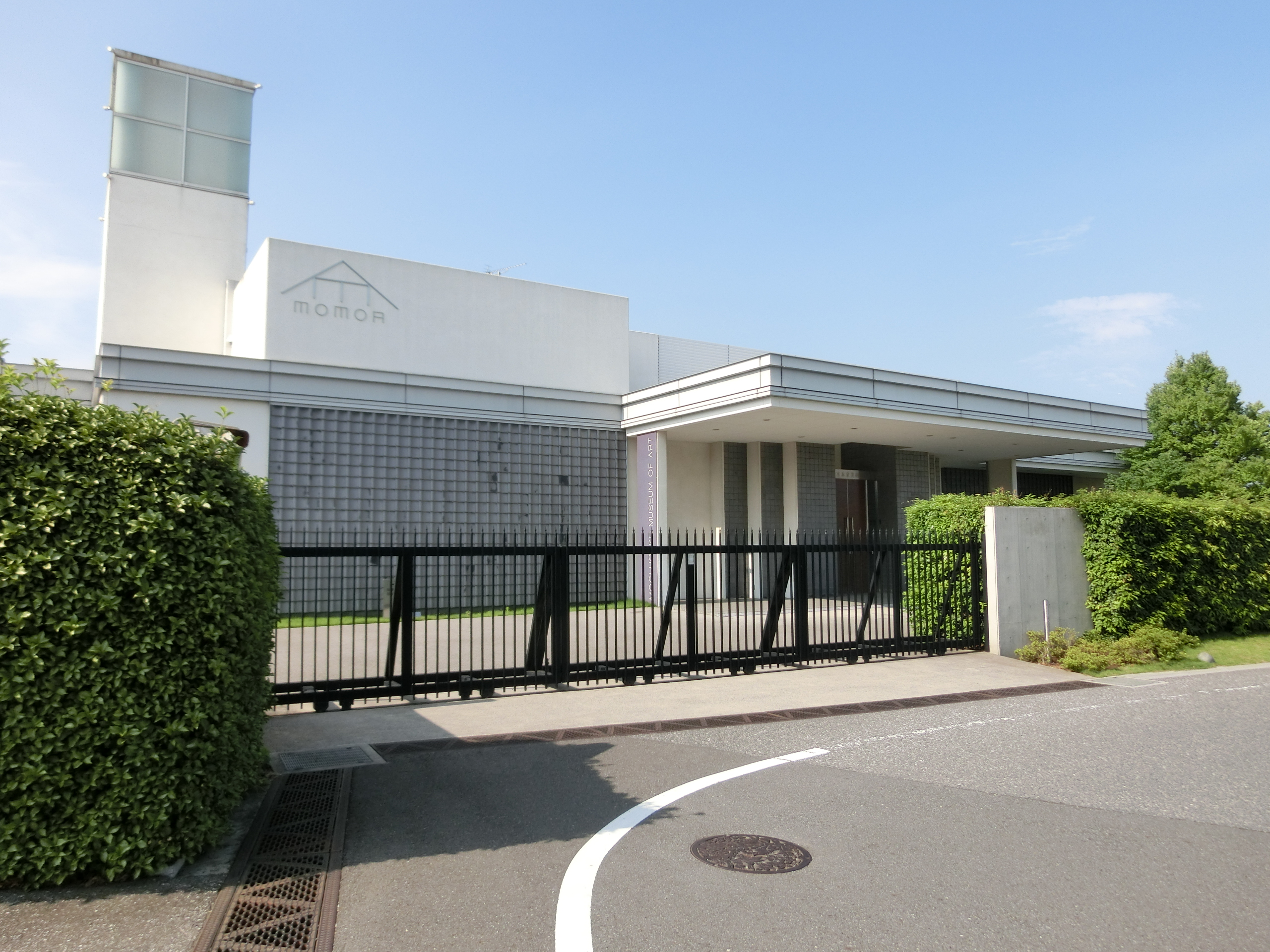
茂木本家美術館（MOMOA）
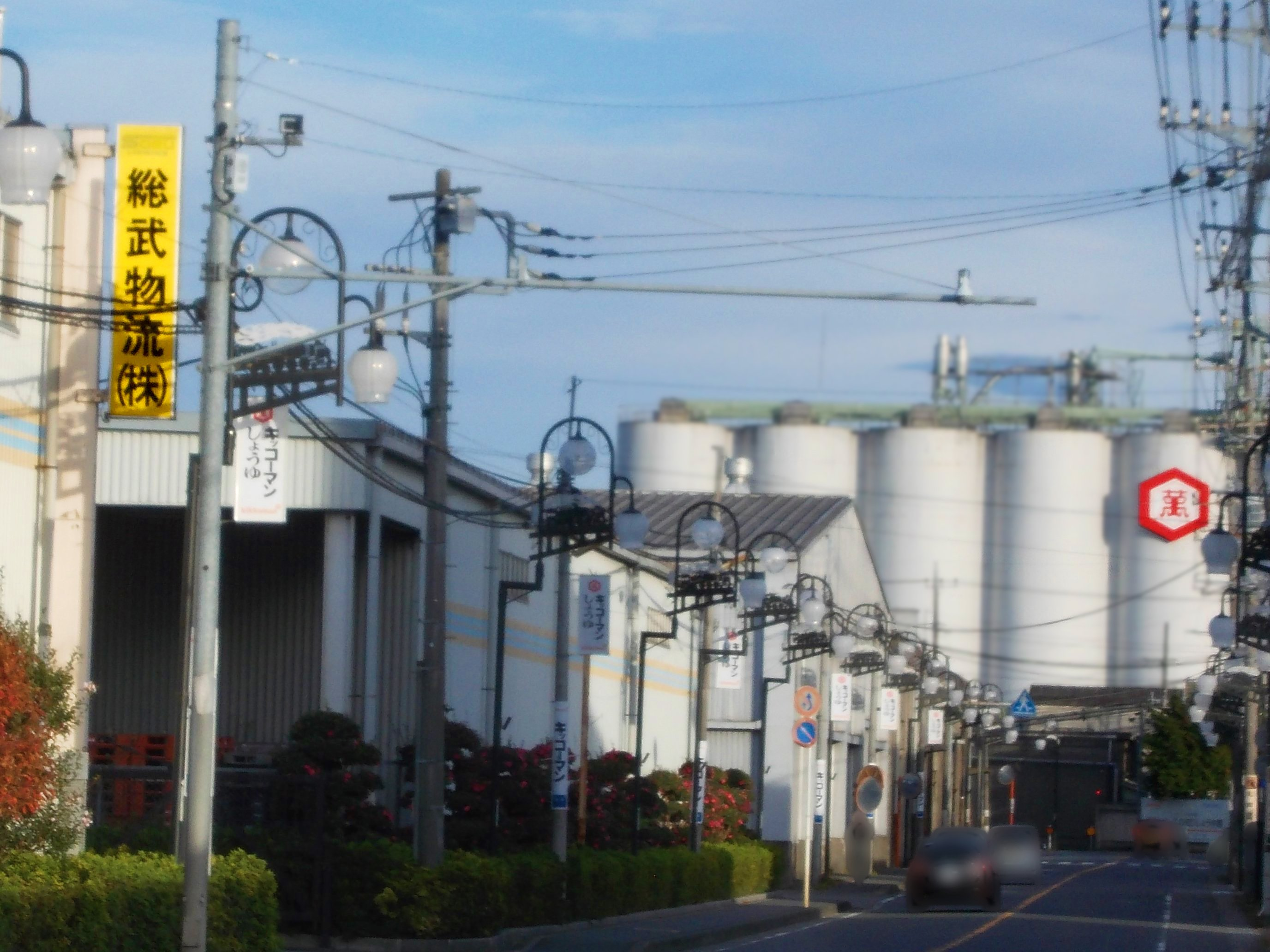
総武物流本社
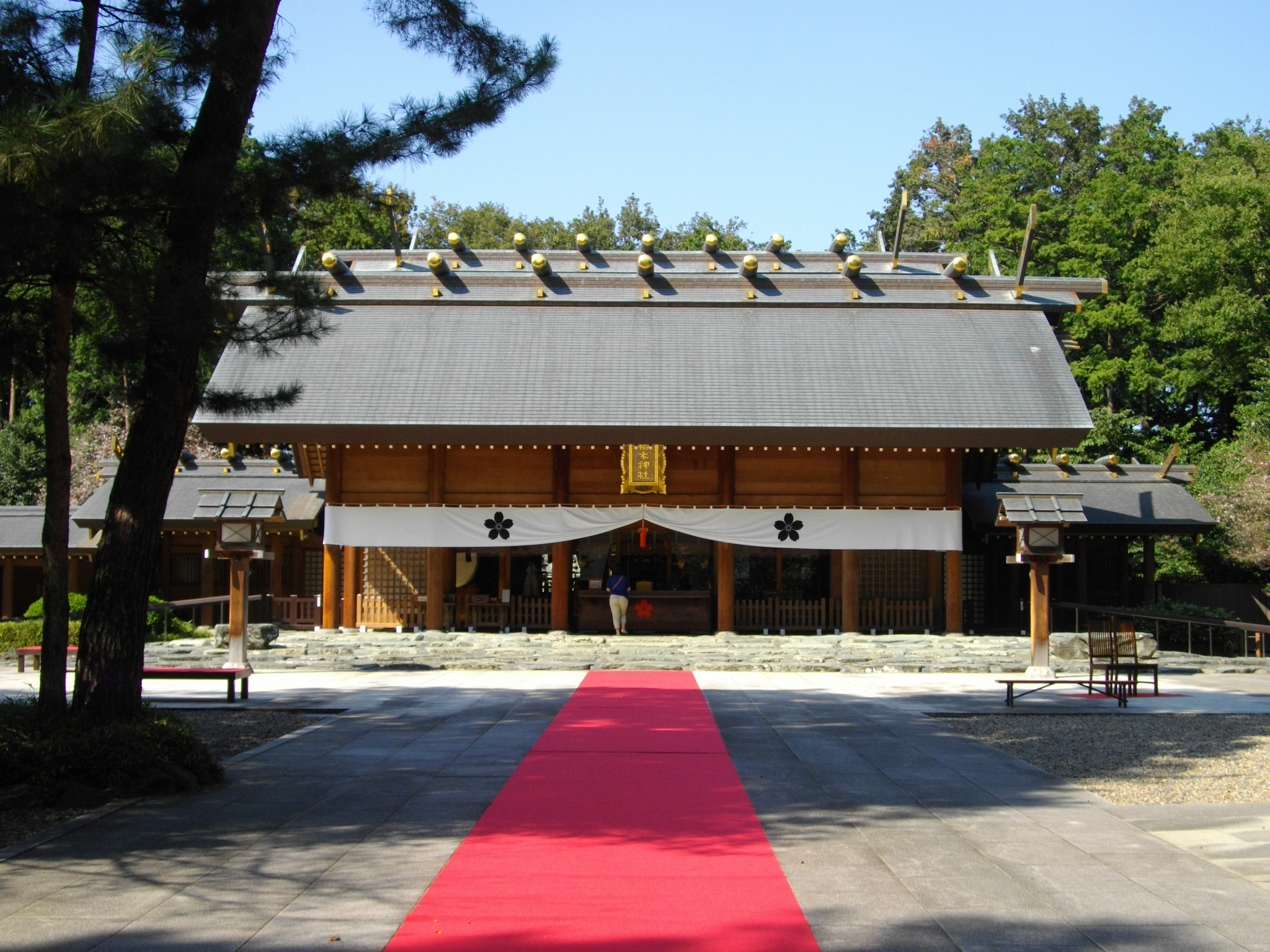
櫻木神社
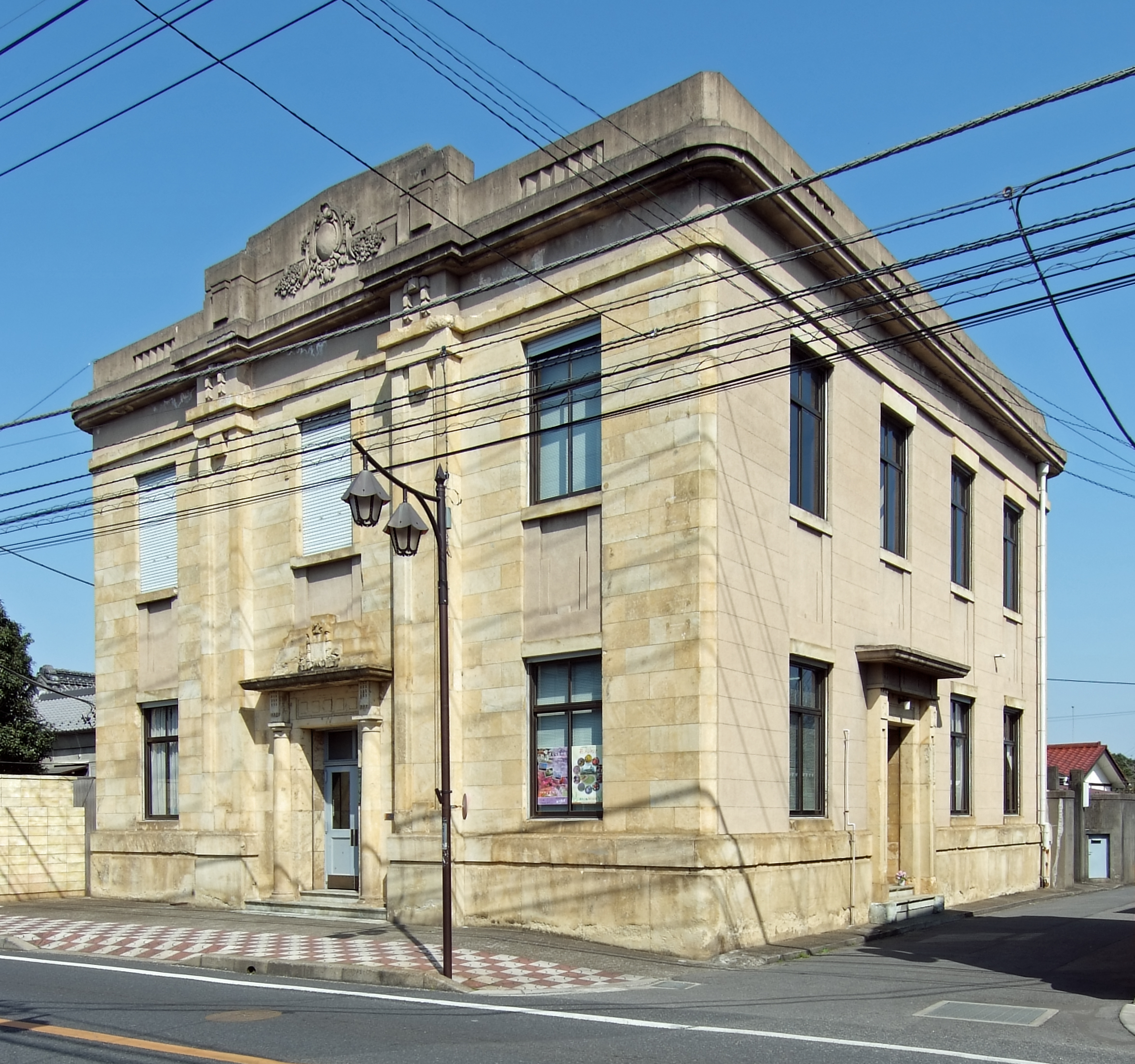
野田商誘銀行
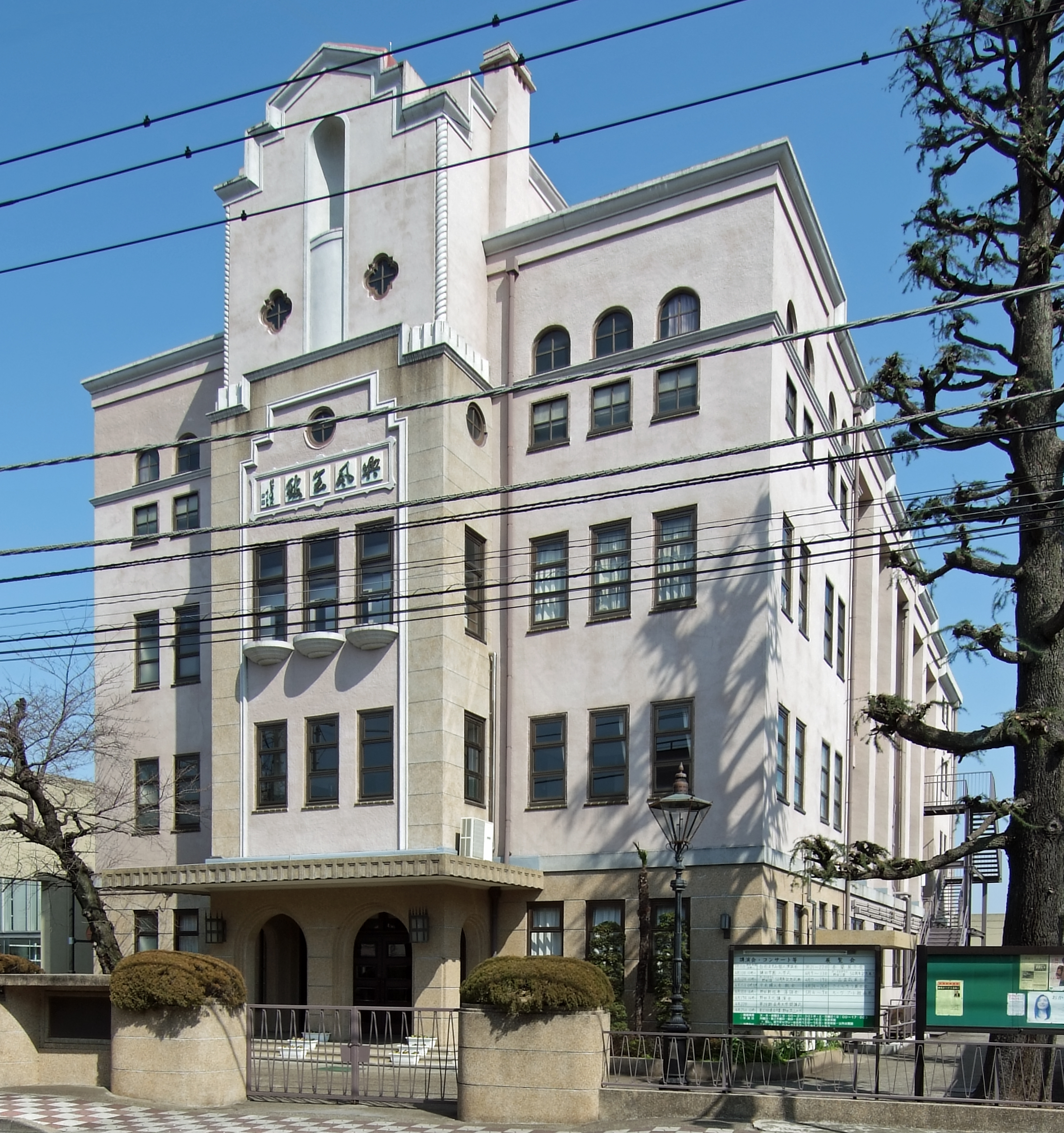
興風会館

## バス路線
埼玉県北葛飾郡松伏町・越谷市、茨城県坂東市岩井地区方面への路線バスが発着する。
駅前の再開発事業に伴い、駅前広場（ロータリー）が2023年（令和5年）11月1日に刷新、バス乗り場も再配置された。また、駅前広場に近接して茨城急行自動車の野田営業所・バス車庫も設置されていたが、この再開発で閉鎖統合され再開発用地となった。
- 1番乗り場：まめバス
  - 10 大殿井ルート
  - 12 新南ルート
- 2番乗り場：茨城急行自動車松伏営業所：ND11・ND12・ND13 北越谷駅 行（中野台・東大沢橋経由、中野台・大沢四丁目経由、下町・大沢四丁目経由）
- 3番乗り場：茨城急行自動車松伏営業所：ND21 岩井車庫 行

これ以外に各種送迎バスが発着する。

## 付記
- 野田市では地下鉄8号線（有楽町線）延伸を要望しており（詳細は「東京直結鉄道」を参照）、実現すれば当駅が終着駅となる予定だが（但し、当駅以北への延伸要望も存在する）、具体的な計画は決定していない。
- 当駅の初代駅舎は川間駅に移築後、1970年（昭和45年）に駅舎が改築されて役目を終えた後は清水公園内の乗りもの公園（現存しない）へ移築保存された。しかし、状態が悪化したため1990年（平成2年）に解体・撤去された[4]。

## 隣の駅
東武鉄道
 東武アーバンパークライン
■急行・■区間急行・■普通
愛宕駅 (TD 16) - 野田市駅 (TD 17) - 梅郷駅 (TD 18)